# Isolde Kurz
Isolde Kurz (Stuttgart, 21. prosinca 1853. – Tübingen, 5. travnja 1944.), njemačka književnica 
Od 1873. do 1915. živjela je u Firenci, inspirirajući se firentinskom sredinom i renesansom za veći dio svoje najbolje proze ("Florentinske novele", "Tajanske priče").

## Djela
- "Hodočašće u nedostižno"
- "Grad života"
- autobiografsko djelo "Iz zemlje moje mladosti"